# HMS Liverpool (C11)
O HMS Liverpool foi um cruzador rápido operado pela Marinha Real Britânica e a sexta embarcação da Classe Town. Sua construção começou em fevereiro de 1936 na Fairfield Shipbuilding and Engineering e foi lançado ao mar em março de 1937, sendo comissionado na frota britânica em novembro do ano seguinte. Era armado com uma bateria principal composta por doze canhões de 152 milímetros montados em quatro torres de artilharia triplas, tinha um deslocamento carregado de doze mil toneladas e alcançava uma velocidade máxima de 32 nós (59 quilômetros por hora).
O Liverpool foi enviar para atuar no Ceilão assim que entrou em serviço. A Segunda Guerra Mundial começou em setembro de 1939 e dois meses depois foi enviado para a China. Foi transferido em maio de 1940 para o Mar Mediterrâneo e no mês seguinte ajudou a afundar o contratorpedeiro italiano Espero. Foi torpedeado por uma aeronave italiana em outubro e seus reparos só foram finalizados em janeiro de 1942, brevemente servindo em casa antes de retornar para o Mediterrâneo. Foi torpedeado novamente em junho e ficou sob reparos até maio de 1944.
O navio ficou fora de serviço depois do fim dos seus consertos, mas retornou à ativa em outubro de 1945, depois do fim da guerra. Foi colocado de volta no Mediterrâneo e serviu na região tranquilamente pelos sete anos seguintes, a maior parte deles como a capitânia da 1ª Esquadra de Cruzadores da Frota do Mediterrâneo. Suas principais atividades nesse período consistiram em visitas a diversos países da região e participações em eventos cerimoniais. Foi tirado de serviço em abril de 1952 e permaneceu inativo na reserva naval até ser descartado e desmontado em meados de 1958.